# فابیو کالکاترا
فابیو کالکاترا (انگلیسی: Fabio Calcaterra؛ زادهٔ ۱۳ مهٔ ۱۹۶۵) بازیکن فوتبال اهل ایتالیا است.
از باشگاه‌هایی که در آن بازی کرده‌است می‌توان به باشگاه فوتبال اینتر میلان، باشگاه ورزشی لاتزیو، باشگاه فوتبال یو. اس. پرگولیتزه، باشگاه فوتبال باری، باشگاه فوتبال روبور سیه‌نا، باشگاه فوتبال کاتانیا، باشگاه فوتبال چزنا، و باشگاه فوتبال اسپال اشاره کرد.